# زهرة الربيعي
زهرة جاسم محمد الربيعي (14 آب/أغسطس-- ١٩٥٢)، ممثلة عراقية ولدت في مدينة الكوت وهي شقيقه الصغرى للفنانه فاطمه الربيعي وزوجة المخرج المسرحي والممثل العراقي الكبير هاني هاني و أول عمل تلفزيوني لها كان تمثيلية( صبرية ) عام ١٩٦٤ تأليف وإخراج خليل شوقي عندم كانت في الثانية عشر من عمرها وثاني عمل تمثيلية (النهيبة )اخراج سلمان الجوهر ١٩٦٥

## حياتها
ولدت في الكوت ثم انتقلت مع عائلتها للعيش في بغداد هي شقيقة الفنانة فاطمة الربيعي والنائب محمد الربيعي الذي قام بمقاطعتها هي وأختها بسبب دخولهن الفن.

## حياتها الأسرية
تزوجت من المخرج العراقي هاني هاني رزقت منه بثلاثة أبناء .

## مشوارها الفني
كانت بداياتها في المدرسة الابتدائية لتتوجها المصادفة عند ذهابها مع شقيقتها فاطمة إلى مسرح الطليعة بالتعرف إلى عدد من الفنانين والمخرجين الكبار ومنهم المخرج بدري حسون فريد ثم لدار الإذاعة وعند تعرف الفنان خليل شوقي عرض عليها التمثيل. إلا أن الأختين رفضتا الطلب بداية الأمر لأسباب اجتماعية وعائلية لكن في النهاية تمكن من إقناعهما وكان بداية لمشوارها الفني مع أختها فاطمة منذ تلك اللحظة أول عمل قدمته كان مسلسل صبرية عام 1964 .

## حرمانها من الميراث
كشفت بأن أخوها النائب العراقي محمد الربيعي، قام بسرقة حقها وحق أختها فاطمة الربيعي في الإرث، ولم يزورهما منذ زمن طويل. وقالت في مقابلة صحفية: "
.

## إصابتها بفايروس كورونا
في يوليو 2020 أصيب بفايروس كورونا لكنها تعافت منه.

## أعمالها

### في التلفزيون
| سنة الإنتاج | اسم المسلسل       | الشخصية |
| ----------- | ----------------- | ------- |
| 2020        | أحلام السنين      | (مديحة) |
| 2017        | سماء صغيرة        |         |
| 2012        | أوان الحب         |         |
| 2012        | سنوات تحت الرماد  |         |
| 2003        | حب وحرب (ج1)      |         |
| 2002        | مناوي باشا ج2     |         |
| 2002        | صمود الأبطال      |         |
| 2002        | شارع 40           | أم عفاف |
| 2001        | القضية 238        |         |
| 2001        | مناوي باشا ج1     |         |
| 2000        | صفقة ساخنة        |         |
| 2000        | نساء في حكاية     |         |
| 2001        | طرقات الليل       |         |
| 1998        | قضية الدكتور سين  |         |
| 1996        | سفر ومحطات        |         |
| 1995        | الحوت والجدار     |         |
| 1995        | إنفلونزا          |         |
| 1995        | امرأة و رجل       |         |
| 1995        | اللهيب            |         |
| 1995        | أمنيات النساء     |         |
| 1994        | الصفعة - تمثيلية  |         |
| 1994        | مقالب             |         |
| 1993        | أسباب الزيارة     |         |
| 1993        | المسافر           |         |
| 1993        | ضيف الليل         |         |
| 1992        | القلب في مكان آخر |         |
| 1986        | واه معتصماه       |         |
|             | اللقاء            |         |

### في السينما
| سنة الإنتاج | الفيلم          | الشخصية |
| ----------- | --------------- | ------- |
| 1980        | الأيام الطويلة  |         |
| 1982        | المسألة الكبرى  |         |
| 1989        | اللعبة          |         |
| 1989        | بديعة           |         |
| 1991        | الفجر الحزين    |         |
| 1998        | الشوارع الخلفية |         |
| 1993        | الملك غازي      |         |
| 2000        | حفر الباطن      |         |

### في المسرح
| سنة الإنتاج | المسرحية              | الشخصية   |
| ----------- | --------------------- | --------- |
| 1988        | الدكتور               |           |
| 1980        | جزيرة أفروديت         | (كيتي )   |
| 1978        | النجمة البرتقالية     |           |
| 1978        | كان يا ما كان         |           |
| 1978        | كلهم أولادي           |           |
| 1976        | دائرة الفحم البغدادية |           |
| 1988        | الإملاء               | (الفتاة ) |

## وصلات خارجية
- زهرة الربيعي على موقع قاعدة بيانات الأفلام العربية